# Liga MX 2018-2019
La Liga MX 2018-2019, che per ragioni di sponsor prende il nome ufficiale di Liga BBVA Bancomer MX comprende la 99ª e la 100ª edizione del campionato di Primera División del calcio messicano. Come da tradizione del campionato messicano (sulla linea di molti altri tornei sudamericani), la stagione calcistica è divisa in due campionati separati (Apertura 2018 e Clausura 2019), ognuno dei quali laurea una squadra campione.

## Formato
Le 18 squadre facenti parte della Liga MX disputano due campionati separati, Apertura e Clausura. Ogni torneo viene disputato sulla lunghezza di 17 giornate, al termine delle quali le prime 8 squadre in classifica disputano i play-off (Liguilla) per determinare la vincente del campionato.
Alla fine del torneo Clausura 2018 si determina una sola retrocessione in Segunda División sulla base della cosiddetta Tabla de Cocientes: retrocede la squadra che negli ultimi sei tornei in Primera División ha realizzato la peggior media punti.

## Squadre partecipanti
Al campionato partecipano 18 squadre. Il Lobos BUAP, al termine della stagione 2017-2018, è retrocesso sul campo in Segunda División con la peggior media punti (cociente), ma dato che il Cafetaleros (T), squadra che aveva ottenuto sul campo, nella stagione 2017-2018, la promozione in Liga MX, non rispettava i requisiti necessari per iscriversi al massimo campionato, il Lobos BUAP, con un versamento di 120 milioni di pesos, ha potuto mantenere il posto in Liga MX.
| Squadra          | Città                    | Stadio                         | Posti  | Allenatore            |
| ---------------- | ------------------------ | ------------------------------ | ------ | --------------------- |
| América          | Città del Messico        | Stadio Azteca                  | 87.000 | Miguel Herrera        |
| Atlas            | Guadalajara              | Stadio Jalisco                 | 56.713 | Ángel Guillermo Hoyos |
| Club Tijuana     | Tijuana                  | Estadio Caliente               | 27.333 | Óscar Pareja          |
| Cruz Azul        | Città del Messico        | Stadio Azteca                  | 87.000 | Pedro Caixinha        |
| Guadalajara      | Guadalajara              | Estadio Akron                  | 46.232 | José Cardozo          |
| León             | León                     | Estadio Nou Camp               | 30.344 | Ignacio Ambríz        |
| Lobos BUAP       | Puebla de Zaragoza       | Estadio Universitario BUAP     | 21.750 | Francisco Palencia    |
| Monterrey        | Monterrey                | Estadio BBVA Bancomer          | 53.500 | Diego Alonso          |
| Monarcas Morelia | Morelia                  | Estadio Morelos                | 38.869 | Roberto Hernández     |
| Necaxa           | Aguascalientes           | Estadio Victoria               | 25.994 | Guillermo Vázquez     |
| Pachuca          | Pachuca                  | Estadio Hidalgo                | 30.000 | Martín Palermo        |
| Puebla           | Puebla de Zaragoza       | Estadio Cuauhtémoc             | 51.726 | Enrique Meza          |
| Pumas UNAM       | Città del Messico        | Estadio Olímpico Universitario | 68.954 | David Patiño          |
| Querétaro        | Santiago de Querétaro    | Estadio Corregidora            | 35.575 | Rafael Puente Jr.     |
| Santos Laguna    | Torreón                  | Estadio Corona                 | 30.000 | Salvador Reyes        |
| Tigres UANL      | San Nicolás de los Garza | Estadio Universitario          | 42.001 | Ricardo Ferretti      |
| Toluca           | Toluca                   | Stadio Nemesio Díez            | 30.000 | Hernán Cristante      |
| Veracruz         | Veracruz                 | Estadio Luis "Pirata" Fuente   | 30.000 | Guillermo Vázquez     |

## Apertura 2018

### Calendario e risultati
| 1ª giornata | 1ª giornata | 1ª giornata | 1ª giornata |        | 2ª giornata | 2ª giornata | 2ª giornata | 2ª giornata |   | 3ª giornata | 3ª giornata | 3ª giornata | 3ª giornata |
| Locali      | R           | Ospiti      | Data        | Locali | R           | Ospiti      | Data        | Locali      | R | Ospiti      | Data        |             |             |
| ----------- | ----------- | ----------- | ----------- | ------ | ----------- | ----------- | ----------- | ----------- | - | ----------- | ----------- | ----------- | ----------- |

| 4ª giornata | 4ª giornata | 4ª giornata | 4ª giornata |        | 5ª giornata | 5ª giornata | 5ª giornata | 5ª giornata |   | 6ª giornata | 6ª giornata | 6ª giornata | 6ª giornata |
| Locali      | R           | Ospiti      | Data        | Locali | R           | Ospiti      | Data        | Locali      | R | Ospiti      | Data        |             |             |
| ----------- | ----------- | ----------- | ----------- | ------ | ----------- | ----------- | ----------- | ----------- | - | ----------- | ----------- | ----------- | ----------- |

| 7ª giornata | 7ª giornata | 7ª giornata | 7ª giornata |        | 8ª giornata | 8ª giornata | 8ª giornata | 8ª giornata |   | 9ª giornata | 9ª giornata | 9ª giornata | 9ª giornata |
| Locali      | R           | Ospiti      | Data        | Locali | R           | Ospiti      | Data        | Locali      | R | Ospiti      | Data        |             |             |
| ----------- | ----------- | ----------- | ----------- | ------ | ----------- | ----------- | ----------- | ----------- | - | ----------- | ----------- | ----------- | ----------- |

| 10ª giornata | 10ª giornata | 10ª giornata | 10ª giornata |        | 11ª giornata | 11ª giornata | 11ª giornata | 11ª giornata |   | 12ª giornata | 12ª giornata | 12ª giornata | 12ª giornata |
| Locali       | R            | Ospiti       | Data         | Locali | R            | Ospiti       | Data         | Locali       | R | Ospiti       | Data         |              |              |
| ------------ | ------------ | ------------ | ------------ | ------ | ------------ | ------------ | ------------ | ------------ | - | ------------ | ------------ | ------------ | ------------ |

| 13ª giornata | 13ª giornata | 13ª giornata | 13ª giornata |        | 14ª giornata | 14ª giornata | 14ª giornata | 14ª giornata |   | 15ª giornata | 15ª giornata | 15ª giornata | 15ª giornata |
| Locali       | R            | Ospiti       | Data         | Locali | R            | Ospiti       | Data         | Locali       | R | Ospiti       | Data         |              |              |
| ------------ | ------------ | ------------ | ------------ | ------ | ------------ | ------------ | ------------ | ------------ | - | ------------ | ------------ | ------------ | ------------ |

| 16ª giornata | 16ª giornata | 16ª giornata | 16ª giornata |        | 17ª giornata | 17ª giornata | 17ª giornata | 17ª giornata |
| Locali       | R            | Ospiti       | Data         | Locali | R            | Ospiti       | Data         |              |
| ------------ | ------------ | ------------ | ------------ | ------ | ------------ | ------------ | ------------ | ------------ |

### Liguilla
Le prime otto squadre della classifica di stagione regolare accedono alla Liguilla venendo disposte in un "tabello tennistico" dove la 1ª classificata affronta l'8ª, la 2ª la 7ª e così via. Se, considerando entrambe le partite di andata e ritorno, le due squadre hanno totalizzato lo stesso numero di reti, passa al turno successivo quella che si è posizionata meglio in classifica.
La Liguilla è stata vinta dal Club America che così si è aggiudicato il titolo del campionato Apertura 2018 (13º titolo della sua storia).
|  | Quarti di finale  | Quarti di finale | Quarti di finale | Quarti di finale |   |             | Semifinali    | Semifinali | Semifinali | Semifinali |  |               | Finali | Finali | Finali | Finali |
|  |                   |                  |                  |                  |   |             |               |            |            |            |  |               |        |        |        |        |
|  | (1) Cruz Azul     | 2                | 1                | 3                |   |             |               |            |            |            |  |               |        |        |        |        |
|  | (8) Querétaro     | 0                | 1                | 1                |   |             |               |            |            |            |  |               |        |        |        |        |
|  | (8) Querétaro     | 0                | 1                | 1                |   |             | (1) Cruz Azul | 0          | 1          | 1          |  |               |        |        |        |        |
|  |                   |                  |                  |                  |   |             | (1) Cruz Azul | 0          | 1          | 1          |  |               |        |        |        |        |
|  |                   |                  | (4) Monterrey    | 1                | 0 | 1           |               |            |            |            |  |               |        |        |        |        |
|  | (4) Santos Laguna | 0                | (4) Monterrey    | 1                | 0 | 1           | 0             | 0          |            |            |  |               |        |        |        |        |
|  | (4) Santos Laguna | 0                |                  |                  |   |             | 0             | 0          |            |            |  |               |        |        |        |        |
|  | (5) Monterrey     | 2                | 1                | 3                |   |             |               |            |            |            |  |               |        |        |        |        |
|  | (5) Monterrey     | 2                | 1                | 3                |   |             |               |            |            |            |  | (1) Cruz Azul | 0      | 0      | 0      |        |
|  |                   |                  |                  |                  |   |             |               |            |            |            |  | (1) Cruz Azul | 0      | 0      | 0      |        |
|  |                   | (2) América      | 0                | 2                | 2 |             |               |            |            |            |  |               |        |        |        |        |
|  | (2) América       | (2) América      | 0                | 2                | 2 | 2           | 3             | 5          |            |            |  |               |        |        |        |        |
|  | (2) América       |                  |                  |                  |   | 2           | 3             | 5          |            |            |  |               |        |        |        |        |
|  | (7) Toluca        | 2                | 2                | 4                |   |             |               |            |            |            |  |               |        |        |        |        |
|  | (7) Toluca        | 2                | 2                | 4                |   | (2) América | 1             | 6          | 7          |            |  |               |        |        |        |        |
|  |                   |                  |                  |                  |   | (2) América | 1             | 6          | 7          |            |  |               |        |        |        |        |
|  |                   | (3) Pumas UNAM   | 1                | 1                | 2 |             |               |            |            |            |  |               |        |        |        |        |
|  | (3) Pumas UNAM    | (3) Pumas UNAM   | 1                | 1                | 2 | 1           | 3             | 4          |            |            |  |               |        |        |        |        |
|  | (3) Pumas UNAM    |                  |                  |                  |   | 1           | 3             | 4          |            |            |  |               |        |        |        |        |
|  | (6) Tigres UANL   | 2                | 1                | 3                |   |             |               |            |            |            |  |               |        |        |        |        |

#### Quarti di finale
| Quarti di finale (andata) | Quarti di finale (andata) | Quarti di finale (andata) | Quarti di finale (andata) |
| Locali                    | R                         | Ospiti                    | Data                      |
| ------------------------- | ------------------------- | ------------------------- | ------------------------- |
| Querétaro                 | 0 - 2                     | Cruz Azul                 | 28.11.2018                |
| Toluca                    | 2 - 2                     | América                   | 28.11.2018                |
| Tigres UANL               | 2 - 1                     | Pumas UNAM                | 29.11.2018                |
| Monterrey                 | 1 - 0                     | Santos Laguna             | 29.11.2018                |

| Quarti di finale (ritorno) | Quarti di finale (ritorno) | Quarti di finale (ritorno) | Quarti di finale (ritorno) |
| Locali                     | R                          | Ospiti                     | Data                       |
| -------------------------- | -------------------------- | -------------------------- | -------------------------- |
| Cruz Azul                  | 1 - 1                      | Querétaro                  | 1.12.2018                  |
| América                    | 2 - 3                      | Toluca                     | 1.12.2018                  |
| Pumas UNAM                 | 1 - 3                      | Tigres UANL                | 2.12.2018                  |
| Santos Laguna              | 0 - 2                      | Monterrey                  | 2.12.2018                  |

#### Semifinali
| Semifinali (andata) | Semifinali (andata) | Semifinali (andata) | Semifinali (andata) |
| Locali              | R                   | Ospiti              | Data                |
| ------------------- | ------------------- | ------------------- | ------------------- |
| Monterrey           | 1 - 0               | Cruz Azul           | 5.12.2018           |
| Pumas UNAM          | 1 - 1               | América             | 6.12.2018           |

| Semifinali (ritorno) | Semifinali (ritorno) | Semifinali (ritorno) | Semifinali (ritorno) |
| Locali               | R                    | Ospiti               | Data                 |
| -------------------- | -------------------- | -------------------- | -------------------- |
| Cruz Azul            | 0 - 1                | Monterrey            | 8.12.2018            |
| América              | 6 - 1                | Pumas UNAM           | 9.12.2018            |

#### Finale
| Finale (andata e ritorno) | Finale (andata e ritorno) | Finale (andata e ritorno) | Finale (andata e ritorno) |
| Locali                    | R                         | Ospiti                    | Data                      |
| ------------------------- | ------------------------- | ------------------------- | ------------------------- |
| América                   | 0 - 0                     | Cruz Azul                 | 13.12.2018                |
| Cruz Azul                 | 0 - 2                     | América                   | 16.12.2018                |